# Karl Friedrich von Hohenems

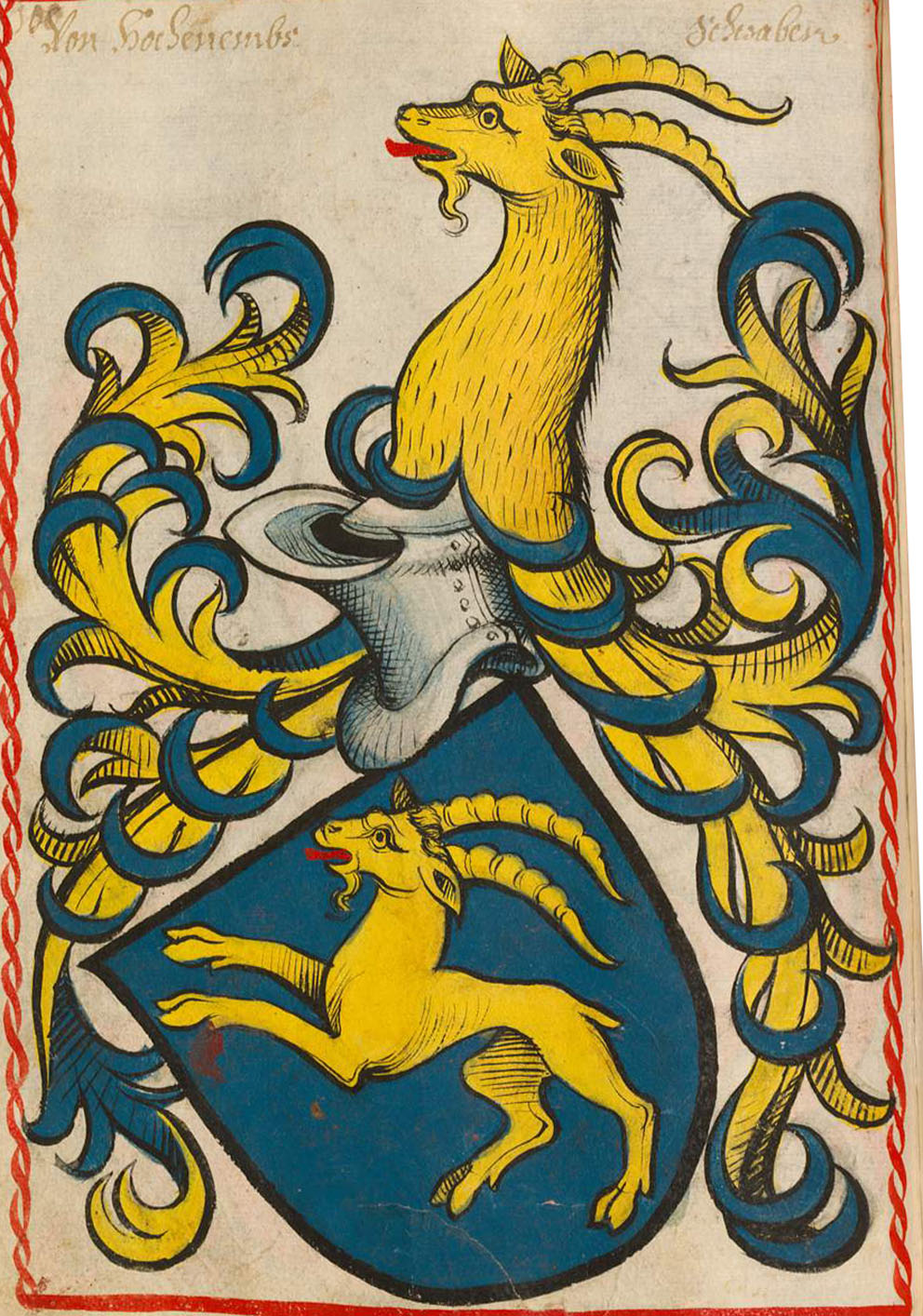
Wappen der Herren von Ems in Scheiblers Wappenbuch von 1450

Karl Friedrich von Hohenems (* 11. November 1622; † 20. Oktober 1675) war ein Graf aus dem Adelsgeschlecht Hohenems. Er spielte eine wichtige Rolle bei der Entstehung des noch heute bestehenden Fürstentums Liechtenstein, einem Kleinstaat im Alpenrheintal zwischen Österreich und der Schweiz.

## Leben
Karl Friedrich von Hohenems war ein Sohn von Jakob Hannibal II. von Hohenems und der Prinzessin Franziska Katharina von Hohenzollern-Hechingen und ein Enkel von Kaspar von Hohenems. Sein Grossvater hatte die Gebiete des heutigen Liechtenstein von Karl Ludwig zu Sulz 1613 käuflich erworben. Karl Friedrich hatte einen jüngeren Bruder Franz Wilhelm I. von Hohenems, eine Schwester mit Namen Anna Katharina von Hohemems und eine Stiefschwester mit Namen Johanna Eleonore von Hohenems. Die Jahre von 1637 bis 1640 verbrachte er zusammen mit seinem Bruder in Innsbruck. Nach dem Tod seines Vaters am 10. April 1646 übernahm er zusammen mit seinem Bruder die Herrschaft über die vererbten Gebiete. Am 9. April 1647 bestätigte Kaiser Ferdinand III. den beiden Brüdern alle ihre Privilegien und Lehen. Neben der reichsunmittelbaren Grafschaft Hohenems umfassten diese die ebenfalls reichsunmittelbare Herrschaft Schellenberg und die Grafschaft Vaduz, das Lehen über das Erzbistum Salzburg und die Grafschaft Gallarate bei Mailand im heutigen Italien. Auf das Lehen des Erzbistums Salzburg verzichteten die Brüder im Jahr 1651. Von 1648 bis 1651 liessen sie zahlreiche Hexenprozesse im Gebiet des heutigen Liechtenstein durchführen. Die Brüder führten ein aufwendiges Leben, liessen zahlreiche Bauwerke in ihren Gebieten errichten und verschuldeten sich dadurch stark. Deshalb waren sie gezwungen, die Grafschaft Gallarate 1654 an die Visconti zu verkaufen.
Auch teilten sie im gleichen Jahr ihr verbliebenes Herrschaftsgebiet. Karl Friedrich wurde alleiniger Herrscher der Grafschaft Hohenems, während Franz Wilhelm I. die alleinige Herrschaft über Schellenberg und Vaduz übernahm. Diese Landteilung führte zu der noch heute bestehenden Grenze zwischen Österreich und Liechtenstein.
Als Franz Wilhelm I. im Jahr 1662 unerwartet 35-jährig starb, übernahm Karl Friedrich zusammen mit der Witwe seines Bruders, Landgräfin Eleonora Katharina von Fürstenberg, noch einmal die Herrschaft über Schellenberg und Vaduz, da die Kinder seines Bruders noch zu jung waren, um ihr Erbe anzutreten. Erst nach seinem Tod konnte der rechtmässige Erbe Ferdinand Karl von Hohenems sein Erbe über Vaduz und Schellenberg antreten.
Von 1646 bis 1654 war Karl Friedrich Vogt der Herrschaften Feldkirch und Neuburg. Im Zuge des Dreissigjährigen Krieges verlor er seinen gesamten beweglichen Besitz Anfang 1647 bei der schwedischen Eroberung von Bregenz. Im gleichen Jahr versuchte er vergeblich seine von den Schweden gehaltene  Burg Neuburg durch Belagerung zurückzuerobern. 1648 wurde er für seinen Einsatz von Kaiser Ferdinand III zum kaiserlichen Oberst ernannt.
Weitere Erfolge blieben aus. Mehrmals versuchte er sein Herrschaftsgebiet zu erweitern. So bewarb er sich vergeblich um die Herrschaft Bludenz sowie 1672 als Landeshauptmann von Vorarlberg. Ein am 22. Juni 1655 erfolgter Kauf der Gerichtsbarkeit von Dornbirn wurde von den Ständen abgelehnt, und die Bewohner der Stadt Dornbirn hatten ihm die Huldigung verweigert. Der Verkauf musste rückabgewickelt werden. Vergeblich versuchte er, den Kaiser zu überzeugen, massiv in Festungsanlagen in seinem Gebiet zu investieren. Er wollte eine befestigte Grenze zur mit Frankreich verbündeten Alten Eidgenossenschaft schaffen. Dies sollte seine Festung Alt-Ems erheblich aufwerten.

## Familie
Karl Friedrich Graf von Hohenems ehelichte Cornelia Lucia di Altemps († 1691), Tochter des Peter Duca di Altemps aus der italienischen Linie der Herren von Ems. 
Aus der Ehe gingen vier Kinder hervor:
- Maria Claudia (1646–1694)
- Franz Karl Anton (1650–1713), regierender Graf von Hohenems
- Anton Josef (1652–1674), Domherr in Konstanz
- Maria Katharina (1653–1699)[1][2]